# From Palestine with Love
From Palestine with Love er en dansk dokumentarfilm fra 2010, der er instrueret af Camilla Magid efter manuskript af hende selv og Mahasen Nasser-Eldin.

## Handling
Cirkuspigen Mays er 22 år, bor i de palæstinensiske besatte områder og planlægger et liv med sin svenske kæreste Caspar i Stockholm, hvor hun vil læse på universitetet. Men der er langt fra drøm til virkelighed og familiens forventninger og svensk bureaukrati lægger forhindringer i vejen for det unge par.